# Tir à l'arc aux Jeux olympiques de 1908
Navigation
Saint-Louis 1904 Anvers 1920
Aux Jeux olympiques d'été de 1908, trois épreuves de Tir à l'arc sont organisées. Les trois pays participants sont le Royaume-Uni (41 archers dont 25 femmes), la France (15 archers masculins) et les États-Unis (1 archer masculin).

## Tableau des médailles
| Rang | Pays        | Médaille d'or | Médaille d'argent | Médaille de bronze | Total |
| 1    | Royaume-Uni | 2             | 2                 | 1                  | 5     |
| 2    | France      | 1             | 1                 | 1                  | 3     |
| 3    | États-Unis  | 0             | 0                 | 1                  | 1     |

## Hommes

### Double York round (100 - 80 - 60 yards)
| Médaille | Pays        | Archer                  |
| -------- | ----------- | ----------------------- |
| Or       | Royaume-Uni | William Dod             |
| Argent   | Royaume-Uni | Reginald Brooks-King    |
| Bronze   | États-Unis  | Henry Barber Richardson |

### Continental Round (50m)
| Médaille | Pays   | Archer          |
| -------- | ------ | --------------- |
| Or       | France | Eugène Grisot   |
| Argent   | France | Louis Vernet    |
| Bronze   | France | Gustave Cabaret |

## Femmes

### Double National round (60 & 50 yards)
| Médaille | Pays        | Archer             |
| -------- | ----------- | ------------------ |
| Or       | Royaume-Uni | Queenie Newall     |
| Argent   | Royaume-Uni | Lottie Dod         |
| Bronze   | Royaume-Uni | Beatrice Hill-Lowe |